# Pinzano al Tagliamento
Pinzano al Tagliamento (friuliska Pinçan) är en ort och comune i regionen Friuli-Venezia Giulia i nordöstra Italien och tillhörde tidigare även provinsen Pordenone som upphörde 2017. Kommunen hade 1 514 invånare (2018).
Kommunen har två frazioni: Manazzons och Valeriano.
Vid arkeologiska utgrävningar har man i Pinzano al Tagliamento funnit mänskliga lämningar från bronsåldern.